# مدرسة هيمستيد الثانوية
مدرسة ستيفن هيمستيد الثانوية (Stephen Hempstead High Schoo) هي مدرسة ثانوية حكومية مدتها أربع سنوات تقع في دوبيوك في آيوا. 
وهي إحدى مدرستين ثانويتين في دائرة مدارس مجتمع دوبيوك، ويلتحق بها حوالي 1800 طالب في الصفوف 9-12. وسميت باسم ستيفن هيمستيد الحاكم الثاني لولاية أيوا، وهي تتنافس في الفئة 4A في جمعية آيوا الثانوية الرياضية كجزء من مؤتمر وادي المسيسيبي. وتميمة المدرسة هي الموستانج.